# كيفن ستيت
كيفن ستيت (مواليد 28 ديسمبر 1972) هو سياسي أمريكي يشغل منصب حاكم ولاية أوكلاهوما منذ يناير 2019.